# Vương tộc Liechtenstein
Nhà Liechtenstein (tiếng Đức: Haus Liechtenstein) là gia tộc hoàng gia cai trị Thân vương quốc Liechtenstein, theo luật định, chỉ có những thành viên gia tộc này mới đủ điều kiện thừa kế ngai vàng, những luật này được thực thi bởi các thân vương đang trị vì và có thể được thay đổi bằng lá phiếu giữa các thành viên gia tộc, nhưng không thể được thay đổi bởi Chính phủ hoặc Quốc hội Liechtenstein. Nhà Liechtenstein được sáng lập ra bởi Karl, vào năm 1608, sau khi ông được Hoàng đế Matthias của Đế chế La Mã Thần thánh trao cho tước vị Thân vương cha truyền con nối.
Tên của vương tộc Liechtenstein được đặt theo Lâu đài Liechtenstein, nằm gần Maria Enzersdorf, Hạ Áo, và tiếp giáp với Viên từ thế kỷ XII. Đến đầu thế kỷ XVIII, sau khi gia tộc mua lại Lãnh địa Schellenberg và Bá quốc Vaduz thì mới được Hoàng đế La Mã Thần thánh là Karl VI xuống chiếu cho sáp nhập lại và lập ra Thân vương quốc Liechtenstein, từ đó Nhà Liechtenstein mới chính thức trở thành vương tộc cai trị thế tục trong Đế chế La Mã Thần thánh.

## Lịch sử
Gia tộc này có nguồn gốc từ Lâu đài Liechtenstein ở Hạ Áo (gần Viên), nơi gia tộc này sở hữu từ ít nhất là năm 1136 đến thế kỷ XIII, và từ năm 1807 trở đi.
Tổ tiên của họ là Hugo von Liechtenstein (mất năm 1156) đã xây dựng Lâu đài Liechtenstein vào khoảng năm 1122-1136 trên một thái ấp mà ông nhận được từ các Phiên hầu xứ Babenberg của Áo. Ông cũng nhận được Petronell trên sông Danube và Lâu đài Rohrau, gần biên giới khi đó với Vương quốc Hungary, lúc đầu là một thái ấp, từ năm 1142 là một tài sản dưới hình thức allod (có toàn quyền sở hữu và quyền chuyển nhượng).
Heinrich I (mất năm 1265), lãnh chúa xứ Liechtenstein và Petronell, được Ottokar II của Bohemia, người mà ông ủng hộ về mặt chính trị, trao quyền lãnh chúa xứ Nikolsburg ở phía Nam Moravia như một tài sản allod vào năm 1249. Nơi đây vẫn là một trong những thái ấp trọng nhất của Nhà Liechtenstein cho đến khi bị bán vào năm 1560. Năm 1394, Johann I xứ Liechtenstein, lãnh chúa xứ Nikolsburg (mất năm 1397), đã mua lại điền trang Feldsberg (khi đó là Hạ Áo, ngày nay là Valtice, Cộng hòa Séc). Khi ông mất đi sự ủng hộ của Albrecht, Công tước xứ Áo, người mà ông đã từng điều hành công việc chính phủ trong thời gian dài, ông đã mất vùng đất của mình ở phía nam sông Danube, nhưng vẫn giữ được Nikolsburg vì Bohemia và Moravia không thuộc về Nhà Habsburg cho đến năm 1526.
Qua nhiều thế kỷ, triều đại này đã giành được những vùng đất rộng lớn, chủ yếu ở Moravia, Hạ Áo, Silesia và Styria, mặc dù trong mọi trường hợp, những vùng lãnh thổ này là một phần của các quốc gia do các triều đại khác cai trị, đặc biệt là Nhà Habsburg, nơi có một số Thân vương xứ Liechtenstein làm cố vấn thân cận.

### Ủng hộ Nhà Habsburg và trở thành thân vương
Vào đầu thế kỷ XVI và XVII, ba anh em Lãnh chúa Karl, Maximilian và Gundakar đã khởi đầu một giai đoạn mới trong lịch sử gia tộc Liechtenstein. Họ cải đạo từ Tin Lành sang Công giáo và ủng hộ Hoàng đế thuộc Nhà Habsburg trong việc đàn áp cuộc nổi loạn Bohemia. Maximilian, với tư cách là Thống chế, đã giành chiến thắng trong Trận White Mountain cho Hoàng đế Ferdinand II của Thánh chế La Mã. Trong các nhiệm vụ ngoại giao, Gundaker đã chuẩn bị cho Liên đoàn Công giáo (Đức), chiến đấu cho Nhà Habsburg trong Chiến tranh Ba mươi năm. Karl đã khôi phục trật tự với tư cách là Phó vương xứ Bohemia và giám sát việc bắt giữ và hành quyết 27 nhà lãnh đạo của cuộc nổi loạn. Vì điều này, cả ba người đều được phong làm Thân vương. Ngoài ra, họ có thể dễ dàng mua được những vùng đất rộng lớn từ các nhà quý tộc Tin Lành bị trục xuất và tước đoạt ở Bohemia và Moravia, đặc biệt là vì chính Karl, với tư cách là đại diện của Hoàng đế, đã tiến hành các cuộc tịch thu này. Ông cũng nhận được Công quốc Troppau và Công quốc Krnov (Jägerndorf) ở Các công quốc Silesia từ Hoàng đế. Thân vương của Liechstensten vẫn giữ hai danh hiệu công tước này cho đến ngày nay.
Các vùng đất của Moravian và Bohemia có được vào thời điểm đó bao gồm: Bučovice, Moravská Třebová, Moravský Krumlov, Uherský Ostroh (cùng với Kunovice và Hluk), Šternberk và một cung điện ở Prague (trên Malostranské náměstí). Năm 1802, Velké Losiny được thêm vào. Hầu hết các điền trang này vẫn thuộc quyền sở hữu của Nhà Liechtenstein cho đến khi Tiệp Khắc tịch thu chúng vào năm 1945. Năm 1622, Maximilian thành lập một tu viện ở Vranov, nơi chôn cất hầu hết các Thân vương của Nhà Liechtenstein trong hầm mộ gia đình, cho đến khi một hầm mộ mới được xây dựng ở Vaduz vào năm 1960.

### Mua lãnh thổ và thành lập triều đại
Không có bất kỳ lãnh thổ nào trực tiếp nằm dưới quyền cai trị trực tiếp của gia tộc, triều đại Liechtenstein không thể đáp ứng yêu cầu chính để đủ điều kiện giành một ghế trong Đại hội Đế chế La Mã Thần thánh (Reichstag). Một ghế sẽ tăng thêm quyền lực, và sẽ được cung cấp cho các vùng đất đạt được quyền đế chế trực tiếp - immediate, hoặc được nắm giữ mà không nằm dưới quyền chủ quản của bất kỳ nhân vật phong kiến nào khác ngoài chính Hoàng đế La Mã Thần thánh có quyền đối với vùng đất đó. Người đứng đầu gia tộc đã có thể sắp xếp việc mua từ gia tộc Hohenems quyền Lãnh chúa xứ Schellenberg vào năm 1699 với giá 115.000 gulder, và Bá quốc Vaduz vào năm 1712 với giá 290.000 guilder. Schellenberg và Vaduz thực sự không có lãnh chúa phong kiến nào khác ngoài hoàng đế.
Vào ngày 23 tháng 1 năm 1719, sau khi việc mua bán được thực hiện, Hoàng đế Karl VI của Thánh chế La Mã với tư cách là Hoàng đế La Mã Thần thánh đã ban sắc lệnh hợp nhất Vaduz và Schellenberg và nâng nó lên thành một Thân vương quốc có tên là "Liechtenstein", để vinh danh "người hầu trung thành của [ông], Anton Florian của Liechtenstein". Vào ngày này, Liechtenstein đã trở thành một quốc gia thành viên của Đế chế La Mã Thần thánh. Các Thân vương xứ Liechtenstein đã không đặt chân đến công quốc mới của họ trong nhiều thập kỷ, một minh chứng cho sự tiện lợi chính trị thuần túy của các vụ mua bán. Vì vùng đất nhỏ xa xôi này chỉ bao gồm các ngôi làng nông nghiệp nhỏ, nên chính quyền được thành lập tại thị trấn gần nhất, Feldkirch ở Áo, nơi Thân vương đã xây dựng một tòa nhà văn phòng cho mục đích này. Lâu đài Vaduz, trung tâm của Bá quốc thời trung cổ cùng tên, vẫn chưa được sử dụng và được cho thuê làm nơi dừng chân cho những người đi bộ đường dài cho đến cuối thế kỷ XIX.

### Trở thành nhà nước có chủ quyền
Với sự kết thúc tồn tại của Đế chế La Mã Thần thánh vào năm 1806, Thân vương quốc Liechtenstein đã trở thành quốc gia có chủ quyền và được Đại hội Viên công nhận về địa vị này vào năm 1814/1815. Thân vương Johann I trở thành người cai trị có chủ quyền đầu tiên. Ông đã mua một số lâu đài và điền trang ở Đế quốc Áo cho nhiều người con trai của mình, phần lớn vẫn là nơi ở của con cháu họ cho đến ngày nay. Các thân vương trị vì tiếp tục sống trong các dinh thự tráng lệ của họ tại kinh thành Viên của Áo, Cung điện Thành phố Liechtenstein và Cung điện Vườn Liechtenstein, và trên các điền trang ở Moravian và Bohemian của họ, với Lednice và Valtice (tên tiếng Đức: Eisgrub và Feldsberg) là nơi cư trú chính của họ. Đường biên giới giữa Áo và Bohemia-Moravia, cả hai đều là quốc gia thành viên của Đế chế Áo-Hung dưới sự cai trị của Habsburg, chạy qua công viên giữa hai lâu đài. Chính quyền địa phương của Thân vương quốc Liechtenstein được giám sát bởi một thống đốc và văn phòng chính phủ được đặt tại trụ sở của Thân vương.
Phải đến khi Đức Quốc xã chiếm đóng Tiệp Khắc (1938–1945) vào đầu Thế chiến II thì dinh thự mới được chuyển từ Valtice đến Vaduz. Thân vương đã phản đối việc sáp nhập lãnh thổ Séc, bao gồm Valtice và Lednice, vào Sudetenland, và hậu quả là tài sản của ông đã bị Đức Quốc xã tịch thu, và sau đó gia đình ông đã chuyển đến Vaduz vào năm 1939. Áo cũng đã bị Đức sáp nhập thông qua Anschluss vào năm 1938.

### Mất tài sản sau Thế chiến II
Sau Thế chiến thứ hai, không chỉ tài sản của gia đình ở Tiệp Khắc bị tịch thu mà ở Áo do Đồng minh chiếm đóng, hầu hết tài sản của họ cũng nằm trong vùng chiếm đóng của Liên Xô và do đó không thể tiếp cận được cho đến khi kết thúc cuộc chiếm đóng vào năm 1955. Do việc tịch thu ở Tiệp Khắc do các sắc lệnh Beneš năm 1945, gia đình đã mất một phần lớn đất đai của mình, với khoảng 1.200 kilômét vuông (463 dặm vuông), gấp 7,5 lần tổng diện tích của chính Thân vương quốc Liechstenstein. Chỉ có thể khôi phục lại sự thịnh vượng của mình, bao gồm cả việc duy trì nhiều lâu đài ở Áo và các bộ sưu tập nghệ thuật nổi tiếng thế giới, trong quý cuối cùng của thế kỷ XX bằng cách mở rộng ngân hàng Liechtenstein nhỏ của mình thành công ty tài chính hoạt động quốc tế LGT Group.
Theo Hiến pháp triều đại Liechtenstein ngày 26 tháng 10 năm 1993, tất cả các thành viên khác ngoài thân vương đang trị vì sẽ mang danh hiệu Thân vương hoặc Nữ thân vương Liechtenstein và Bá tước hoặc Nữ Bá tước Rietberg.

### Những vị thân vương đặc dấu ấn quan trọng cho Liechtenstein

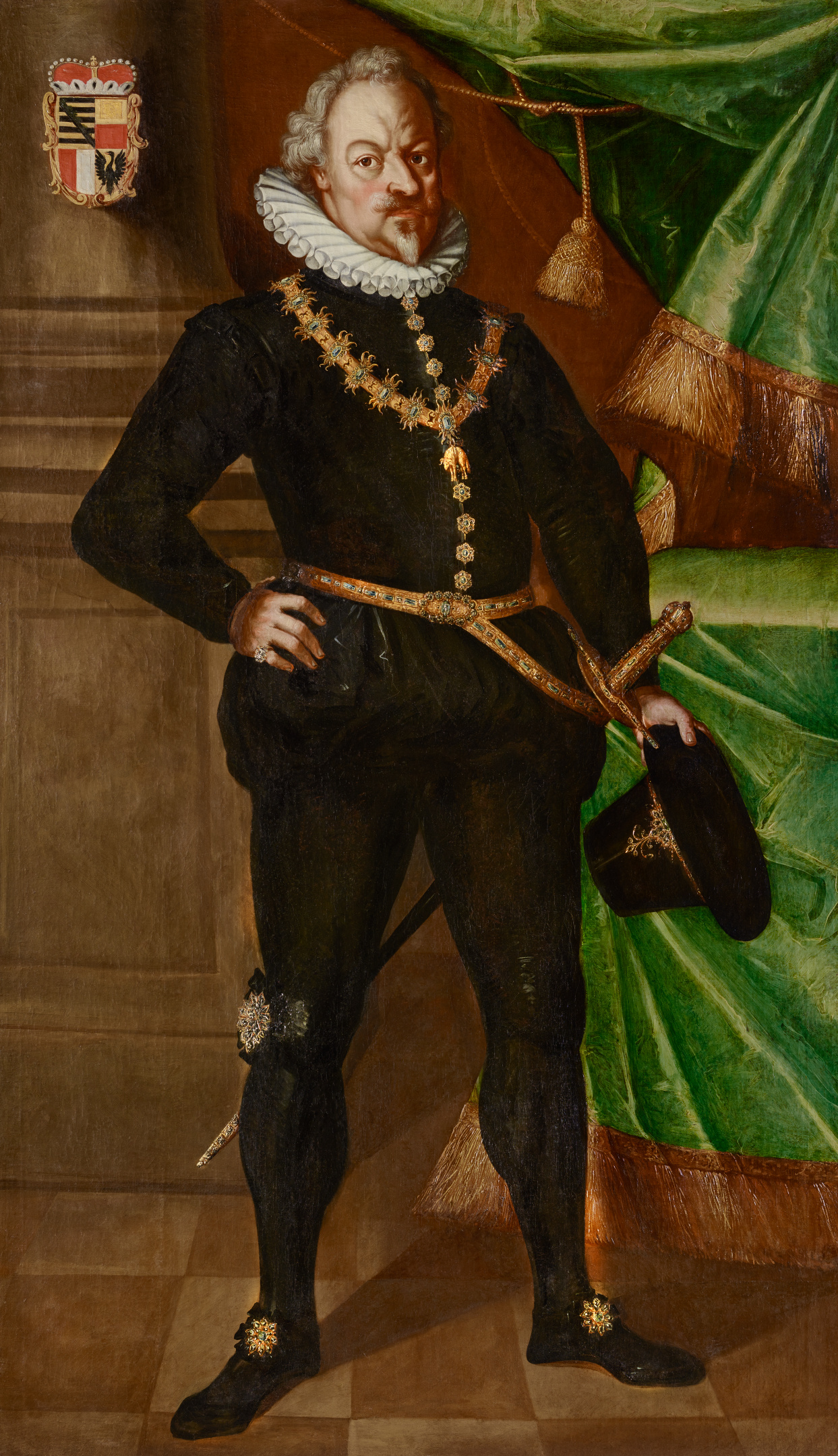
Karl I, Thân vương xứ Liechtenstein (1569–1627), được phong làm Thân vương năm 1608, Phó vương của Bohemia 1622
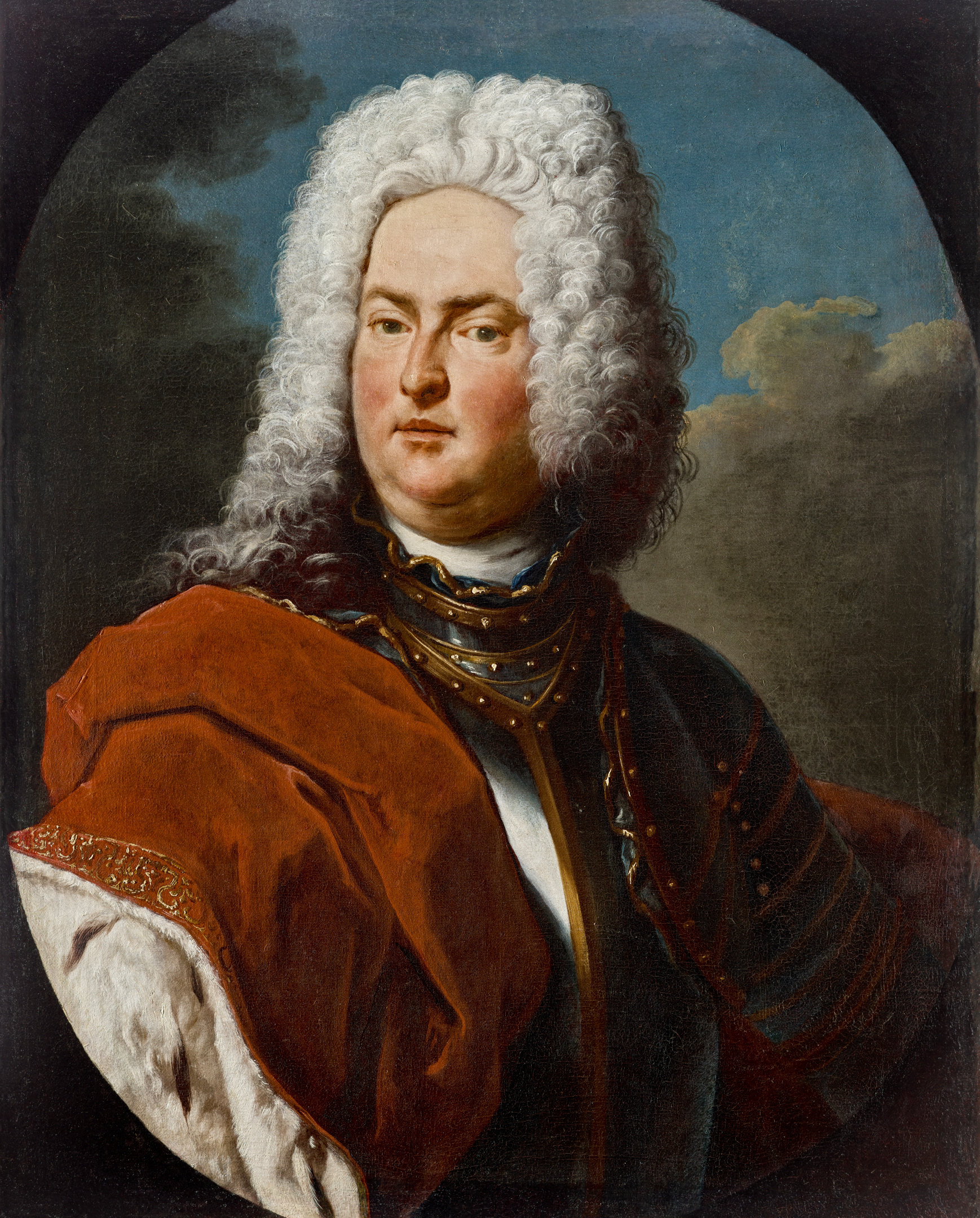
Hans-Adam I, Thân vương xứ Liechtenstein (1662–1712), đã giành được lãnh thổ và trở thành thân vương trị vì Thân vương quốc Liechtenstein, nằm trong Thánh chế La Mã
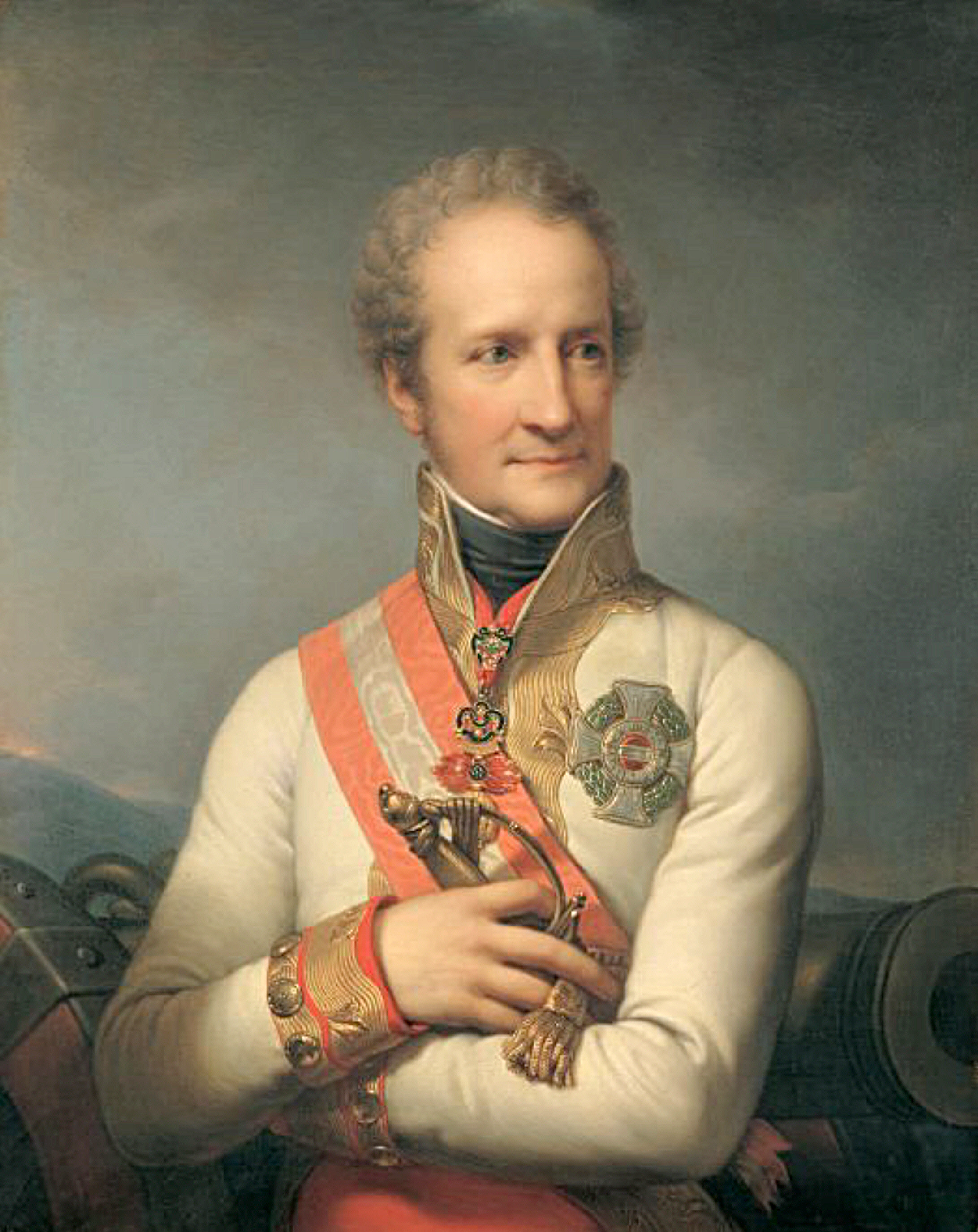
Johann I Josef xứ Liechtenstein (1760–1836), Thân vương cuối cùng cai trị dưới thời Đế chế La Mã Thần thánh và là người cai trị đầu tiên của Liechtenstein như một quốc gia có chủ quyền từ năm 1806
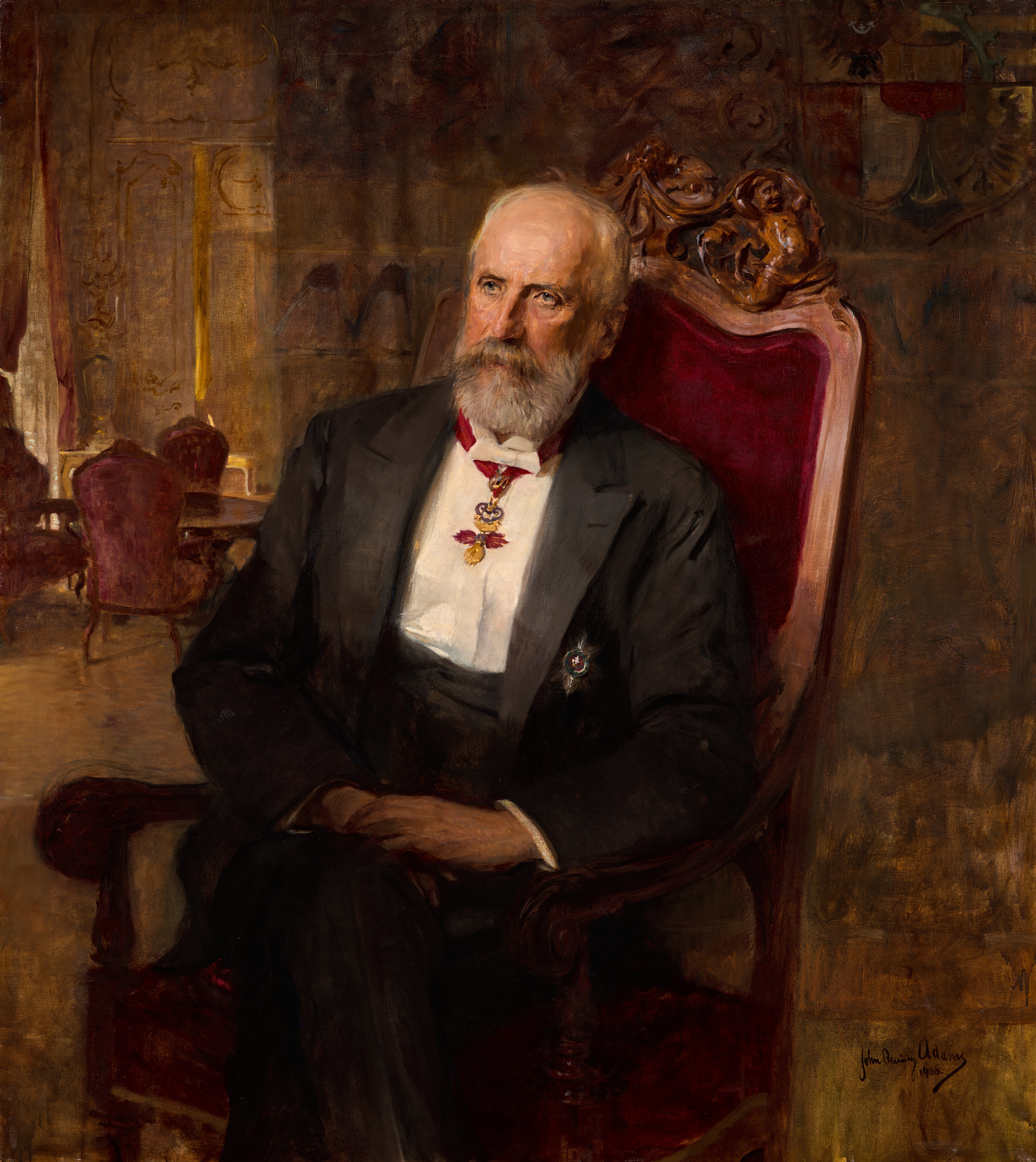
Johann II xứ Liechtenstein (1840–1929), liên minh với Thụy Sĩ sau sự sụp đổ của Quân chủ Habsburg vào năm 1918
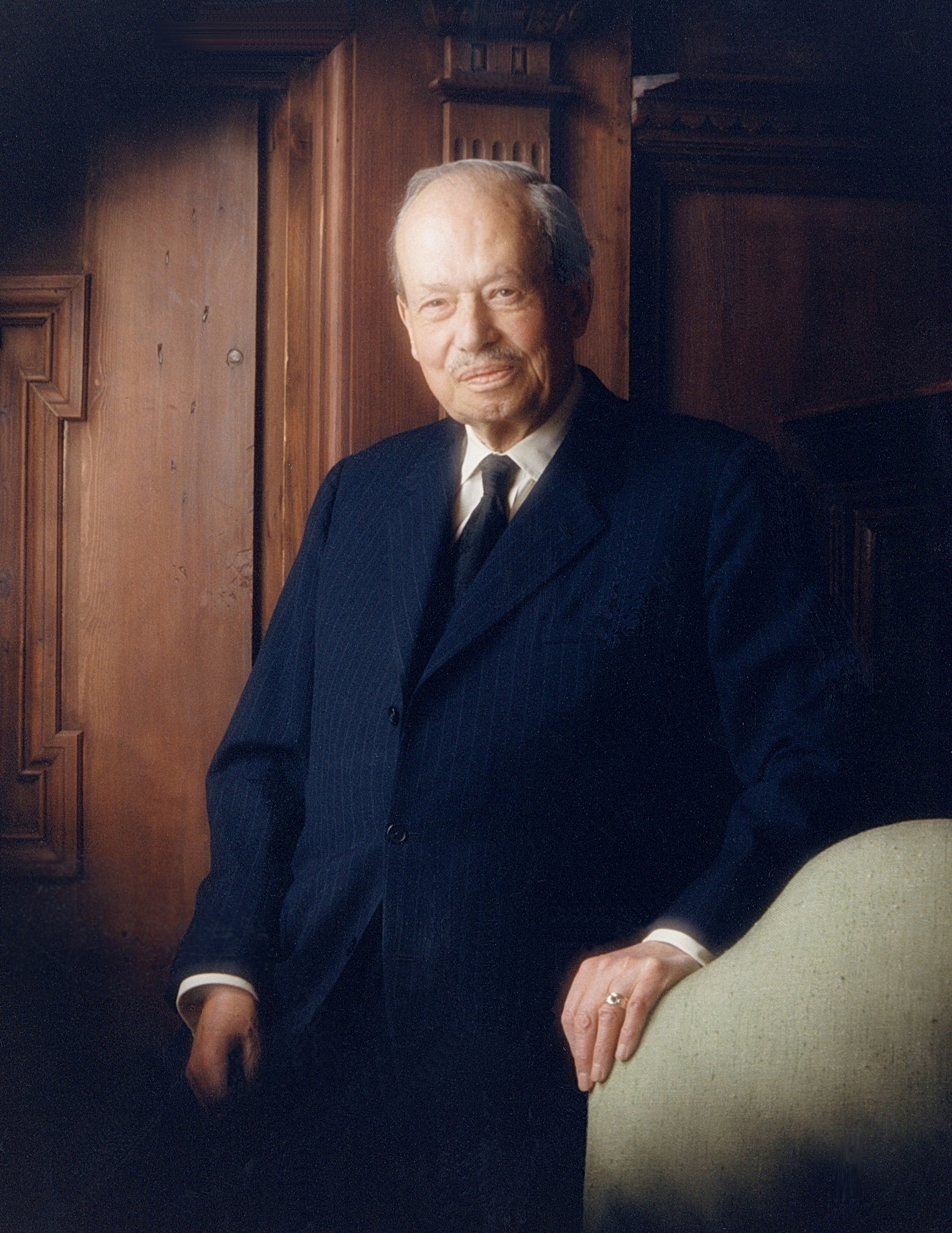
Franz Joseph II xứ Liechtenstein (1906–1989), vẫn giữ thái độ trung lập trong suốt Thế chiến thứ II

## Cung điện và nơi cư trú

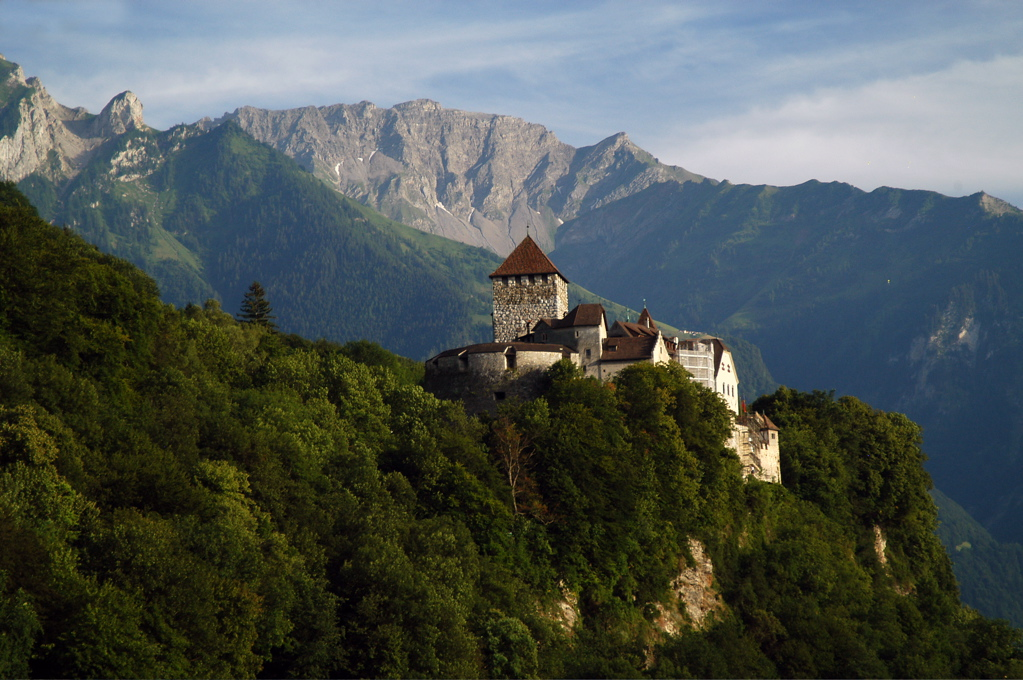
Lâu đài Vaduz, nơi ở của thân vương trị vì tại Liechtenstein
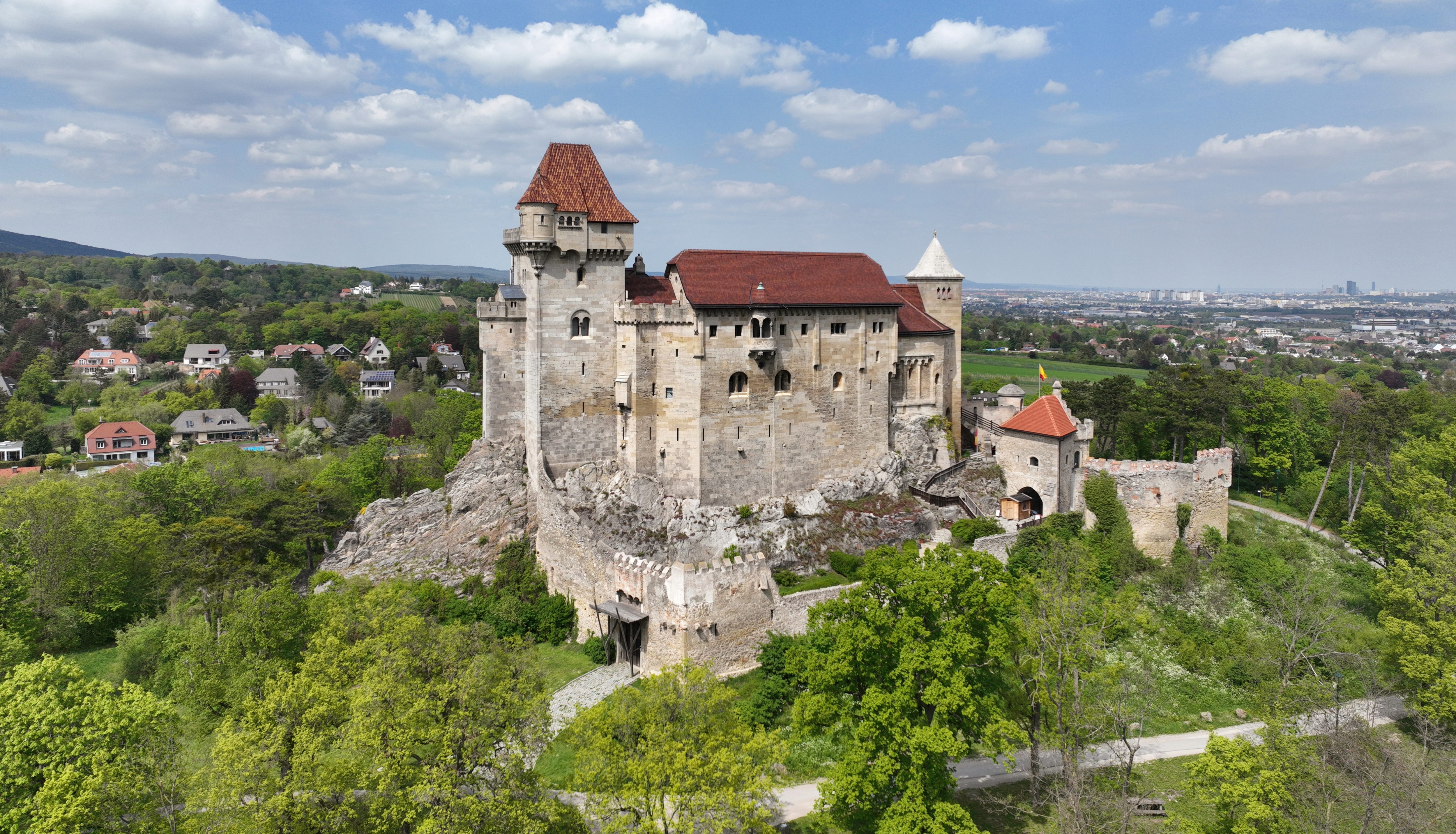
Lâu đài Liechtenstein ở Hạ Áo, nơi ở của tổ tiên nhà Liechtenstein, hiện là bảo tàng gia đình
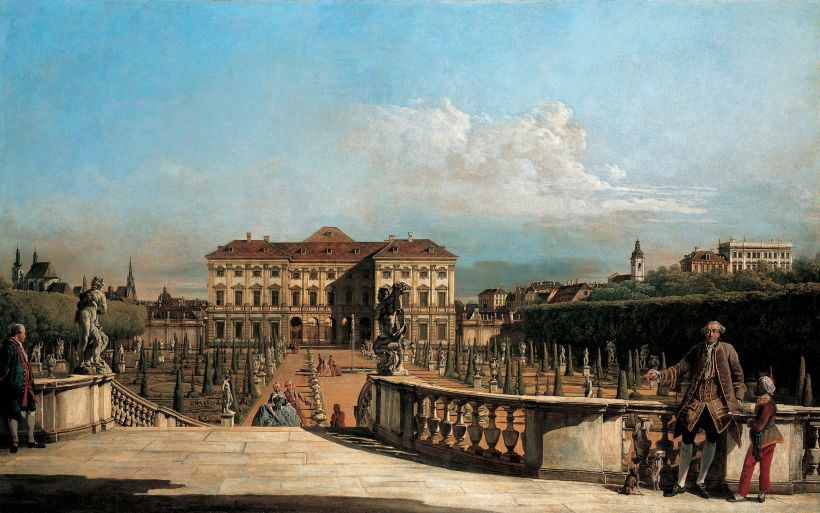
Cung điện vườn Liechtenstein ở Viên (do Bellotto vẽ năm 1759/60), hiện là nơi lưu giữ bộ sưu tập nghệ thuật hoàng gia từ thế kỷ XVI đến thế kỷ XVIII
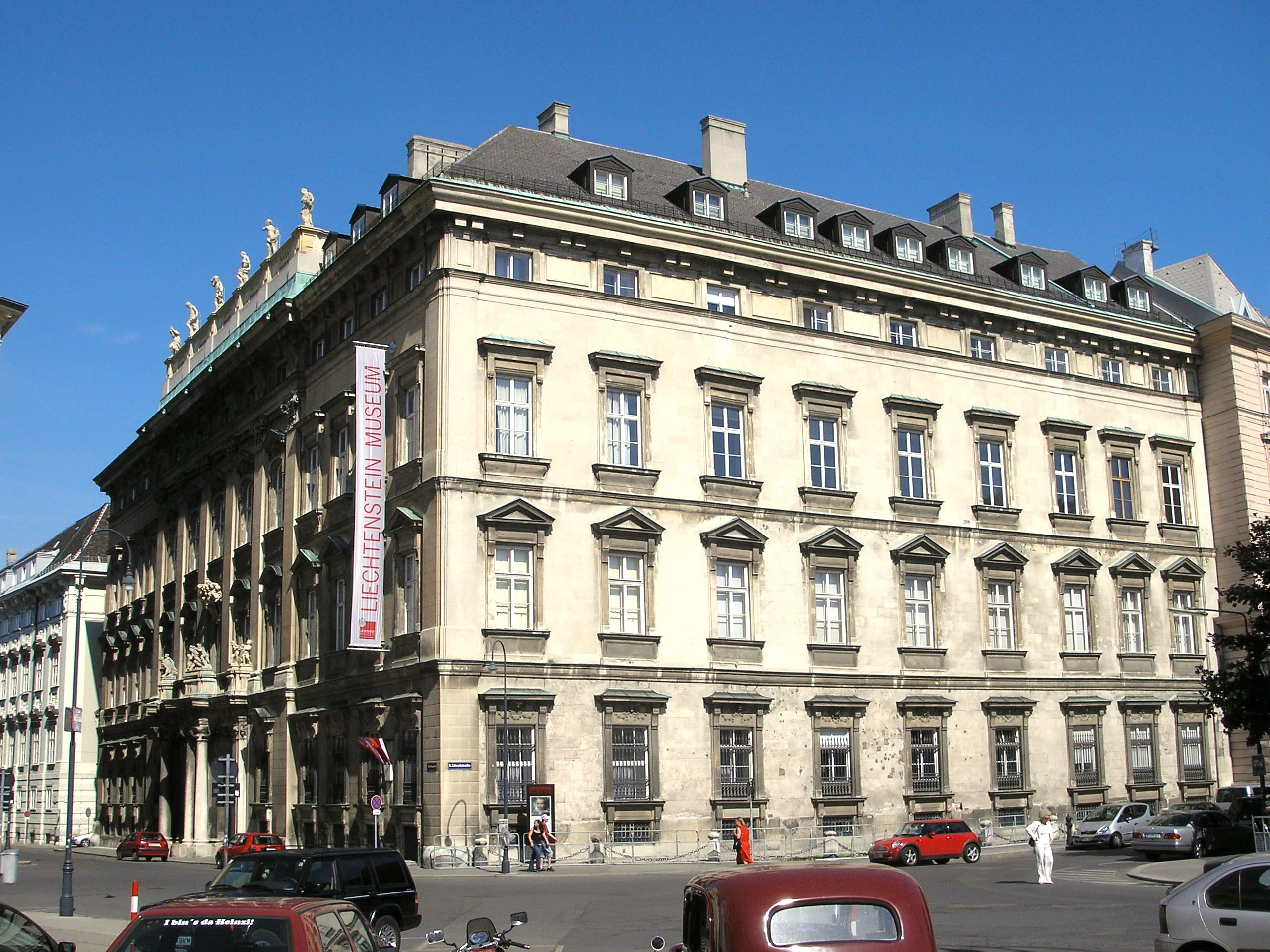
Cung điện thành phố Liechtenstein ở Vienna, nơi ở riêng tư và là nơi lưu giữ bộ sưu tập nghệ thuật hoàng gia thế kỷ XIX
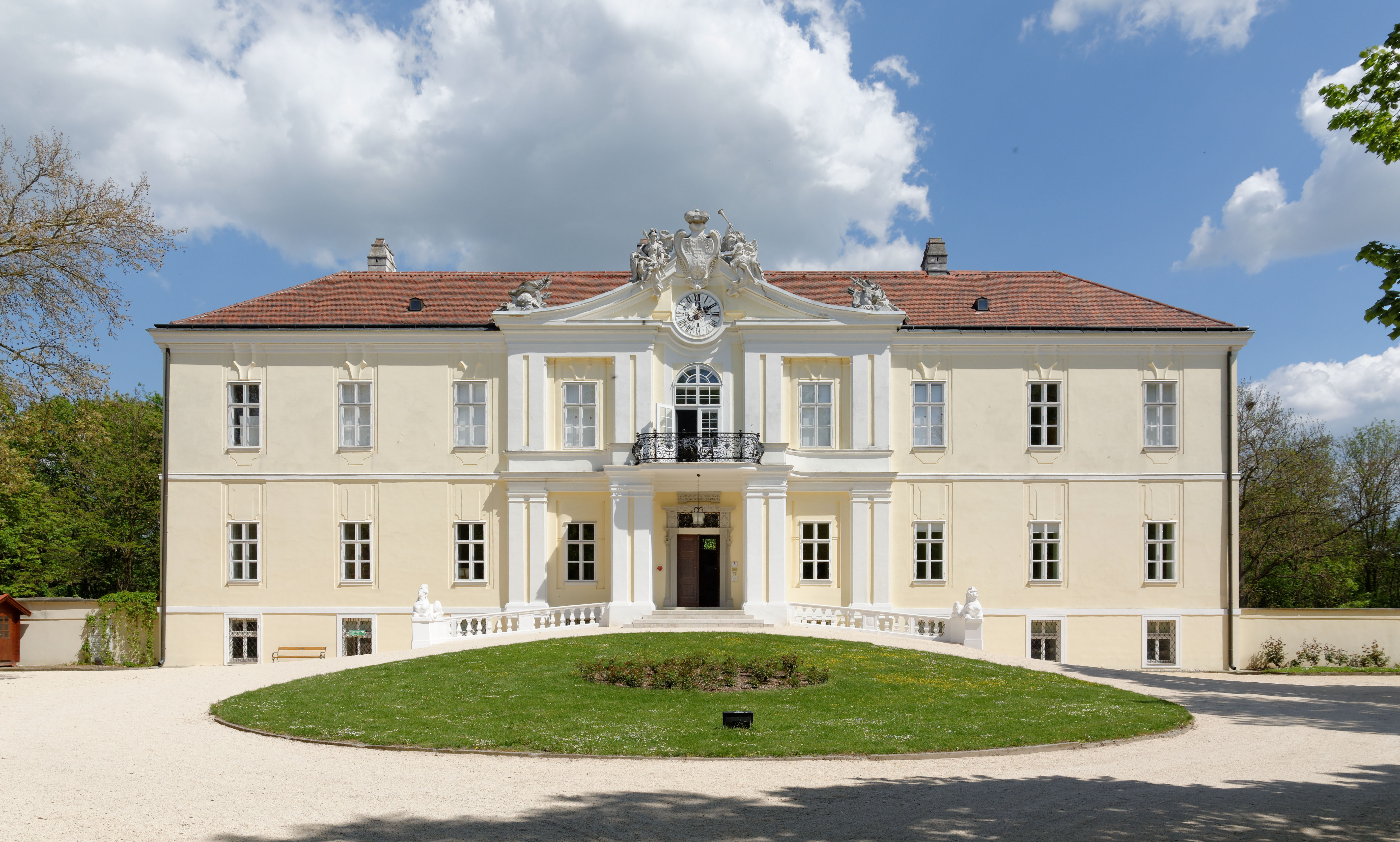
Lâu đài Wilfersdorf, Hạ Áo, điền trang của Thân vương ở Áo
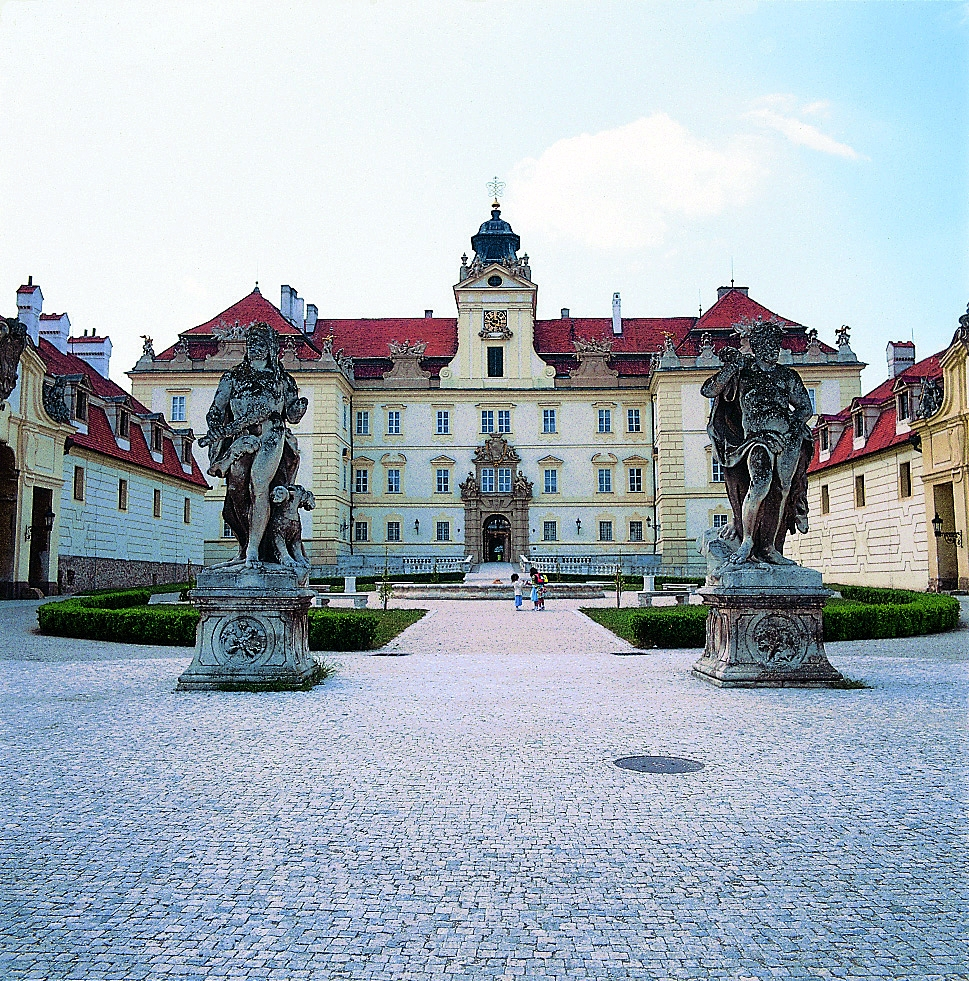
Lâu đài Valtice ở Cộng hòa Séc (nơi ở chính của các Thân vương Liechtenstein cho đến Thế chiến thứ II, khi quân chiếm đóng Đức Quốc xã tịch thu, sau đó Cộng hòa Séc sau chiến tranh cũng đã quốc hữu hoá)
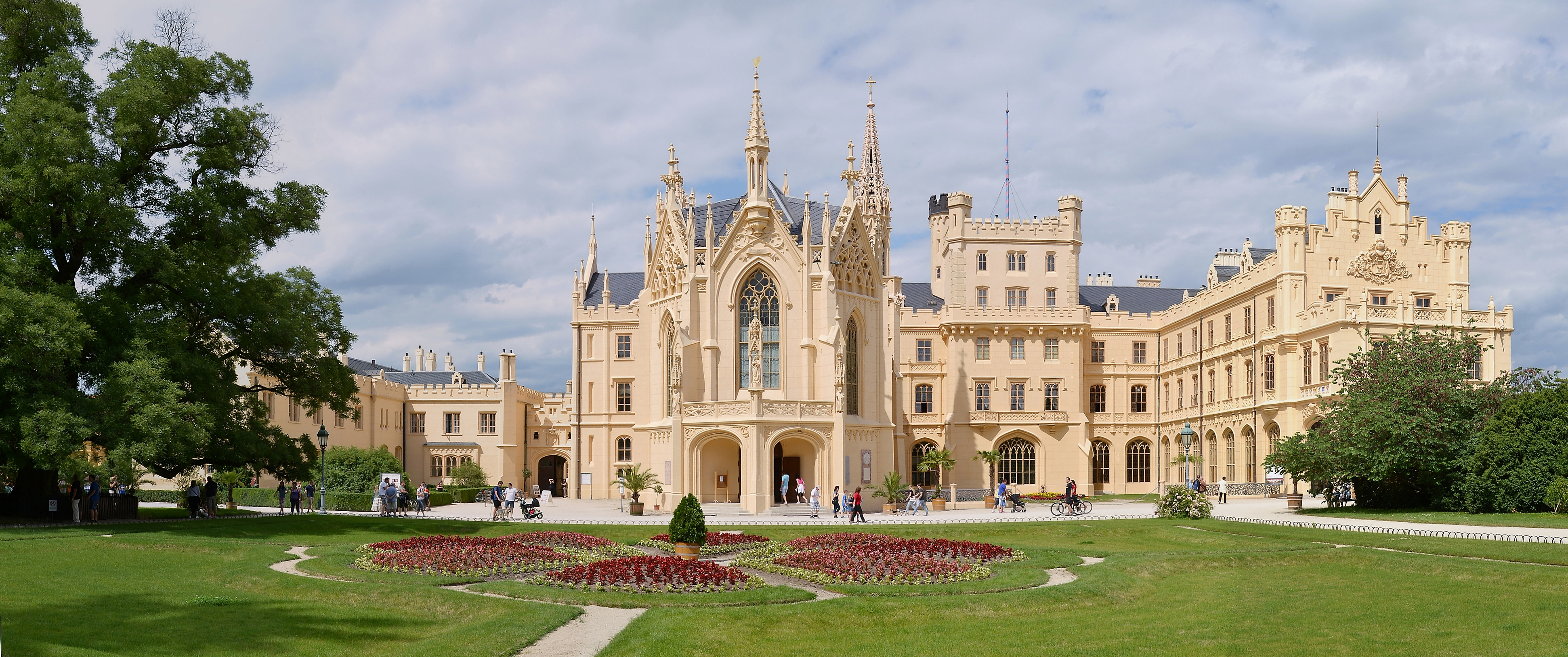
Lâu đài Lednice ở Cộng hòa Séc (bị tịch thu, sau đó bị quốc hữu hoá)
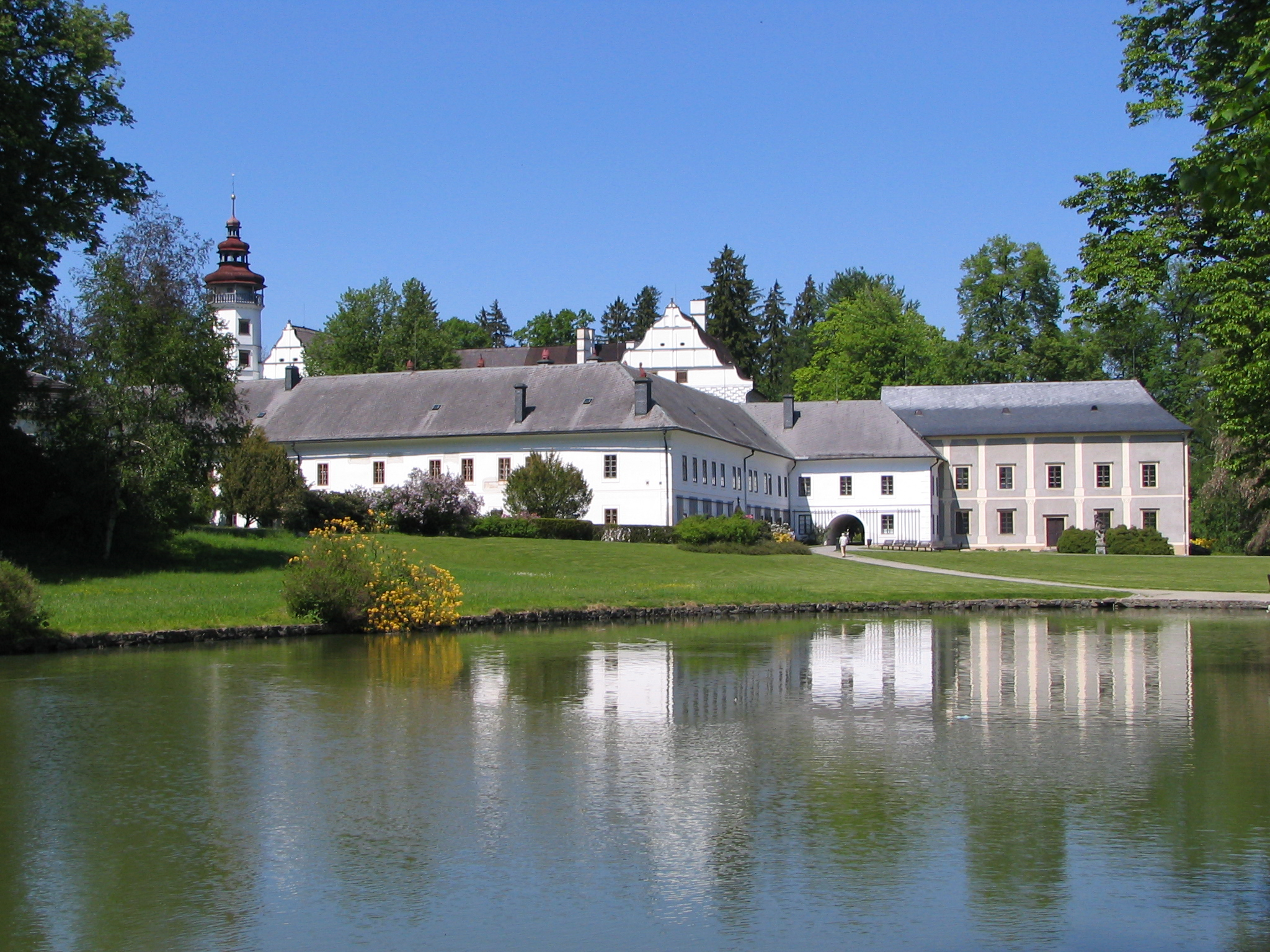
Lâu đài Velké Losiny ở Cộng hòa Séc (bị tịch thu, sau đó bị quốc hữu hoá)
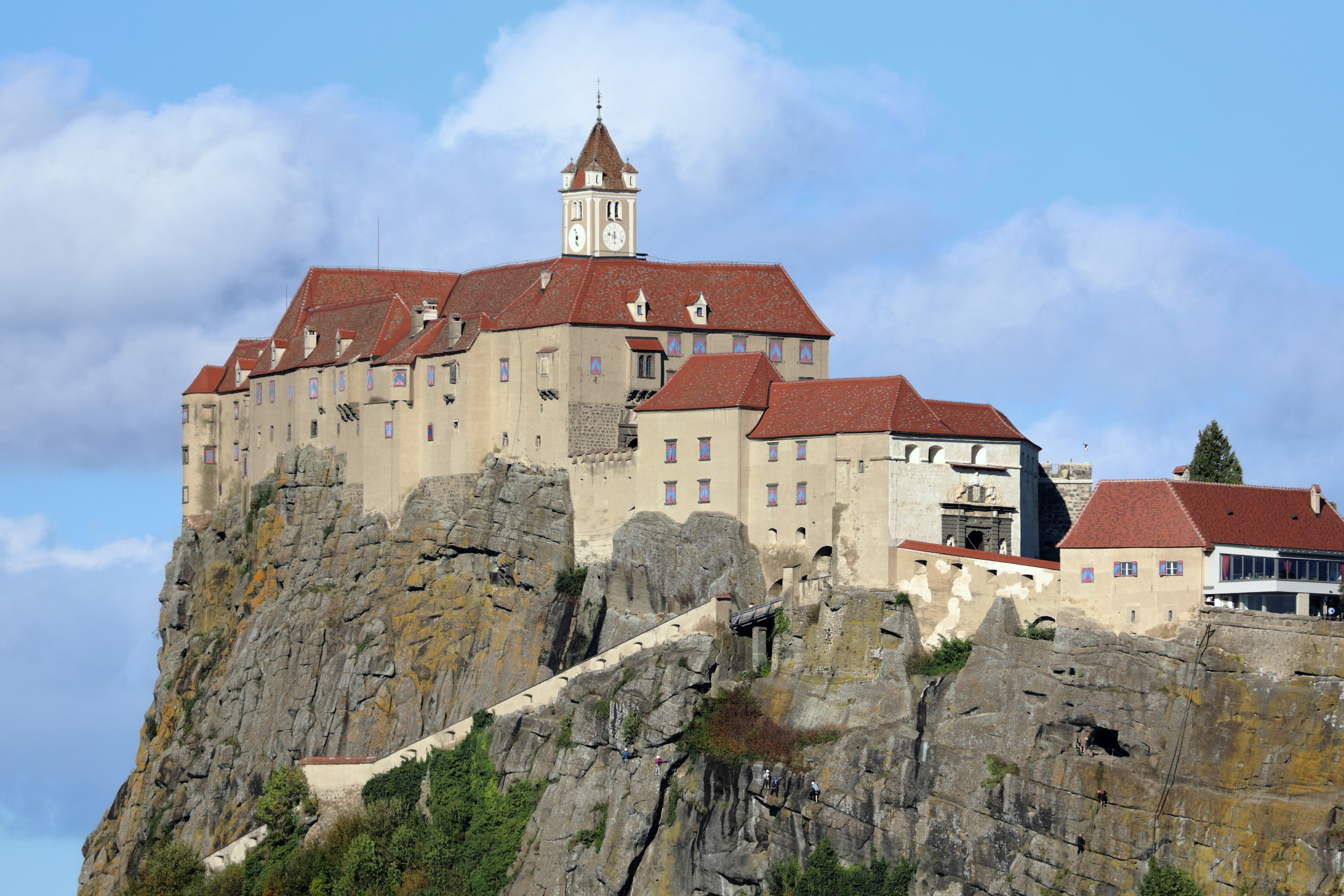
Lâu đài Riegersburg, Áo, trụ sở của một nhánh nhà Liechtenstein
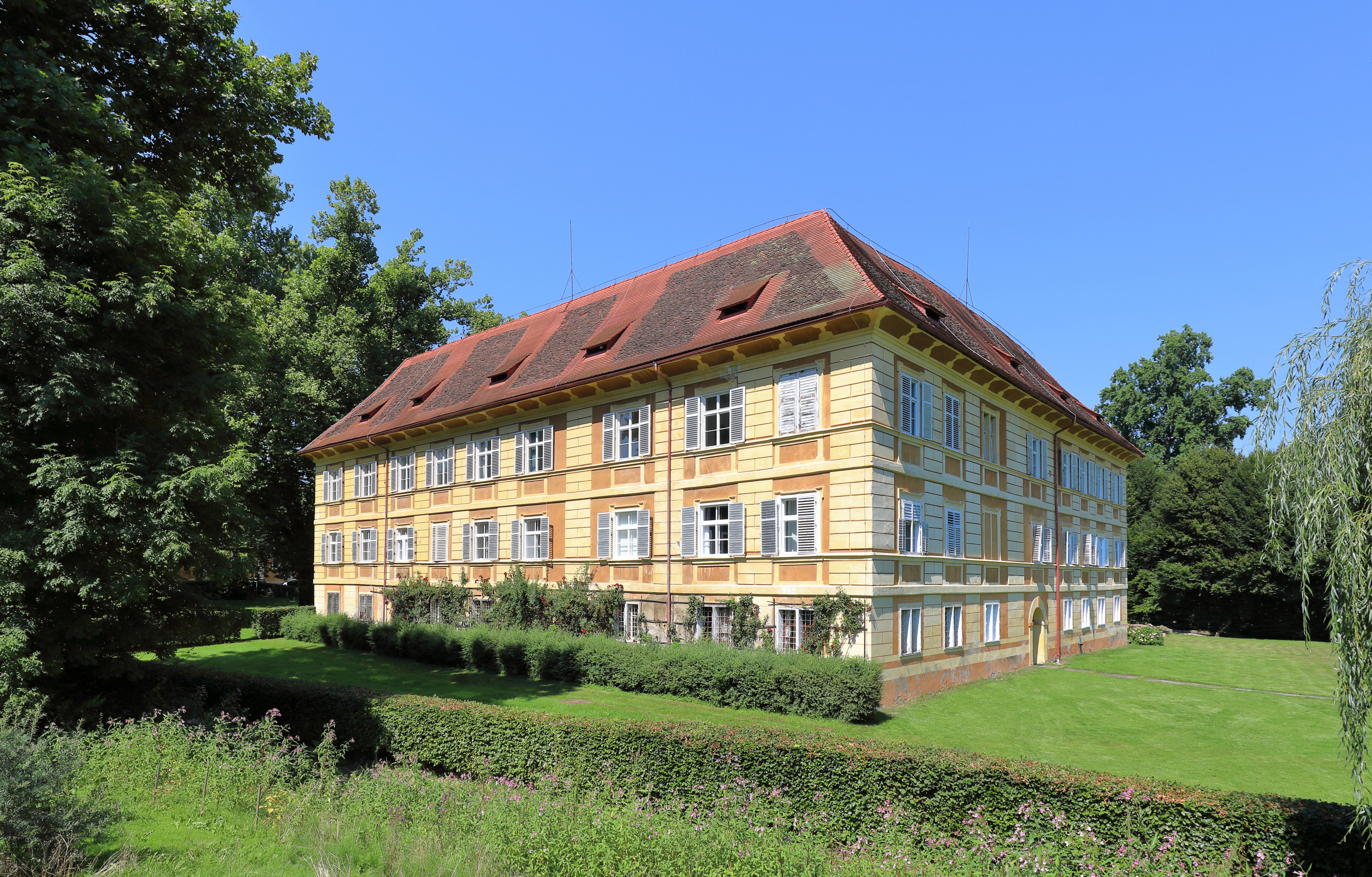
Lâu đài Frauenthal, Áo, trụ sở của một nhánh nhà Liechtenstein
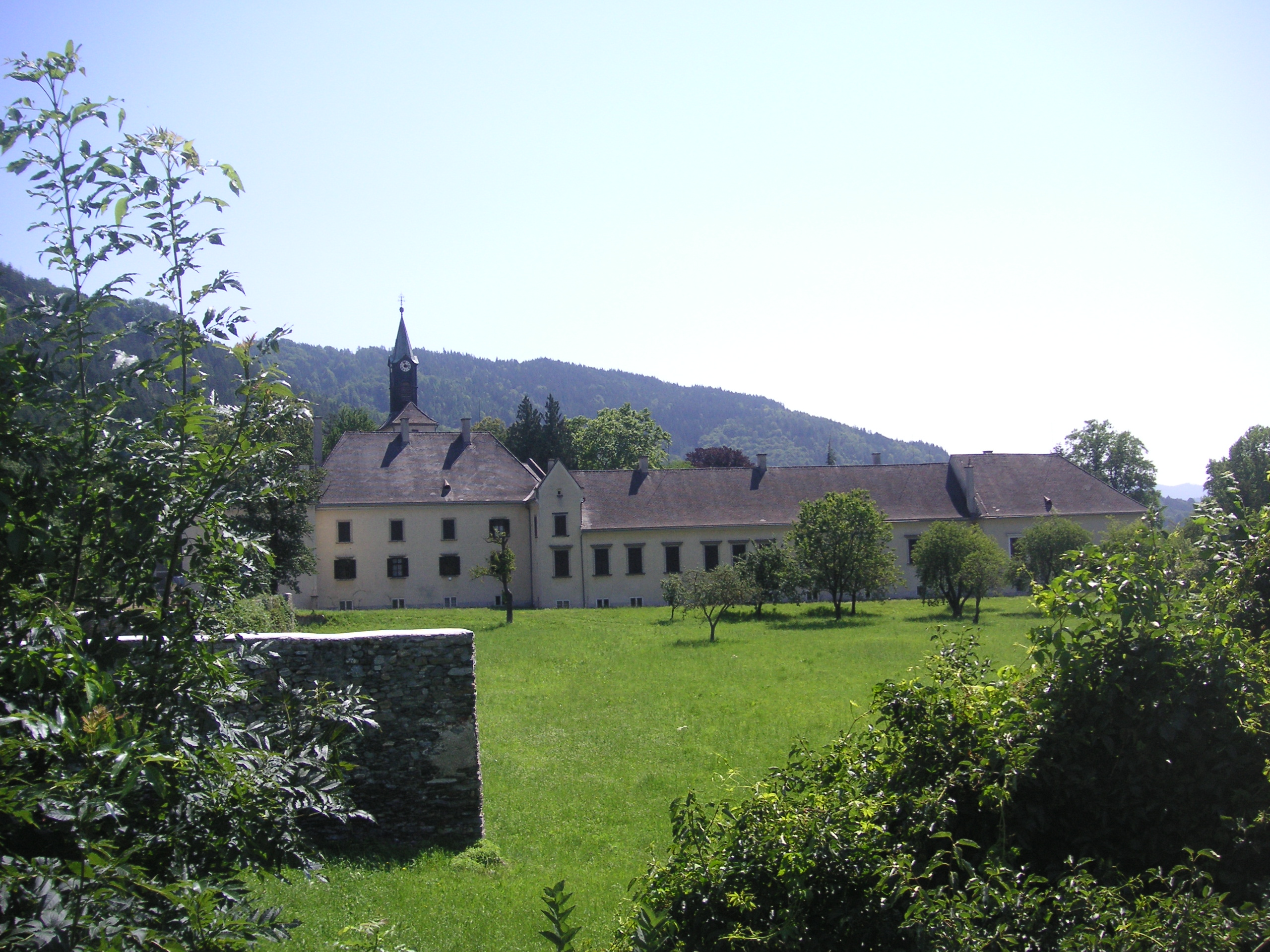
Lâu đài Waldstein, Deutschfeistritz, Áo, trụ sở của một nhánh nhà Liechtenstein
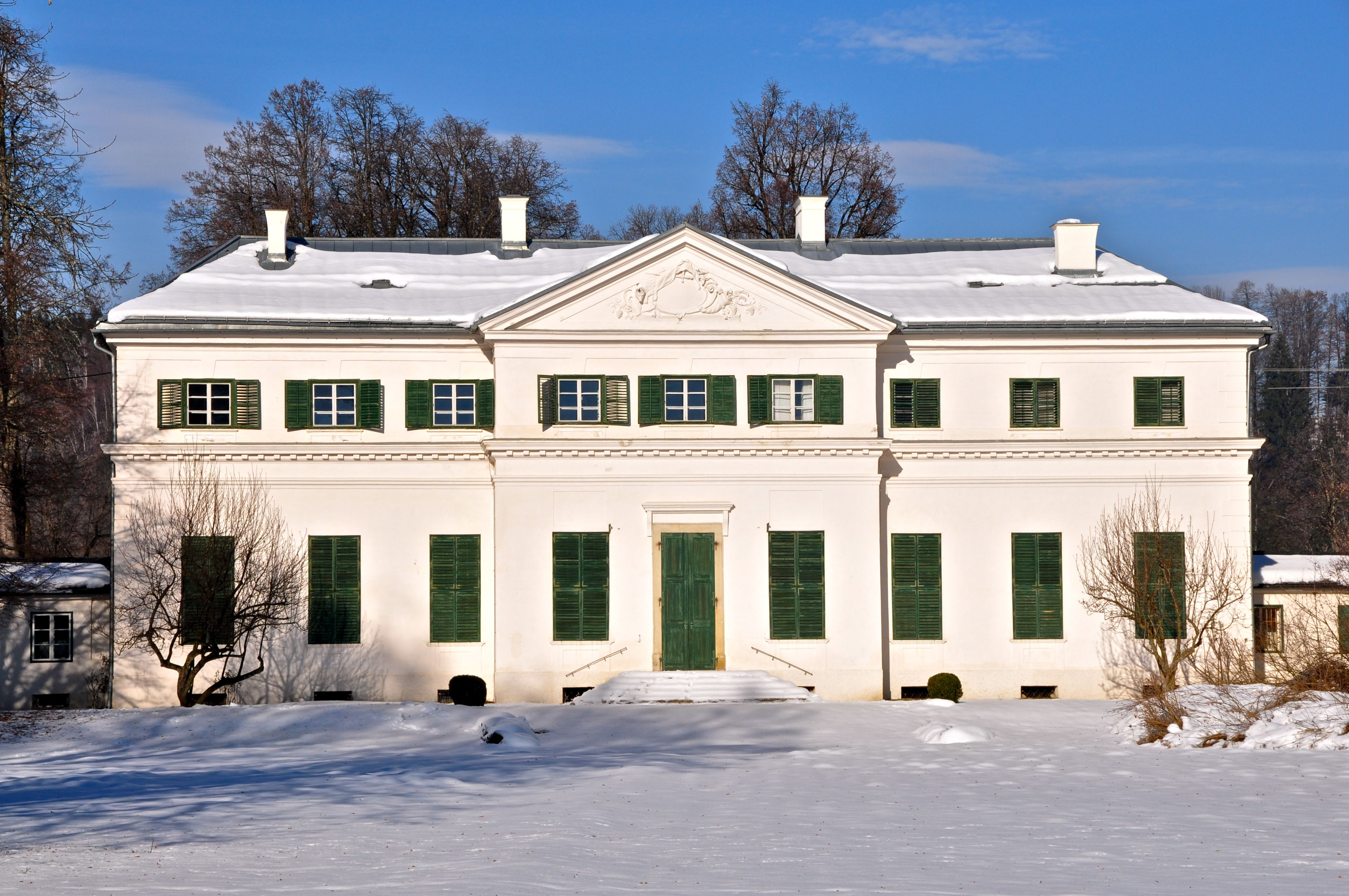
Nhà Rosegg, Áo, trụ sở của một nhánh nhà Liechtenstein
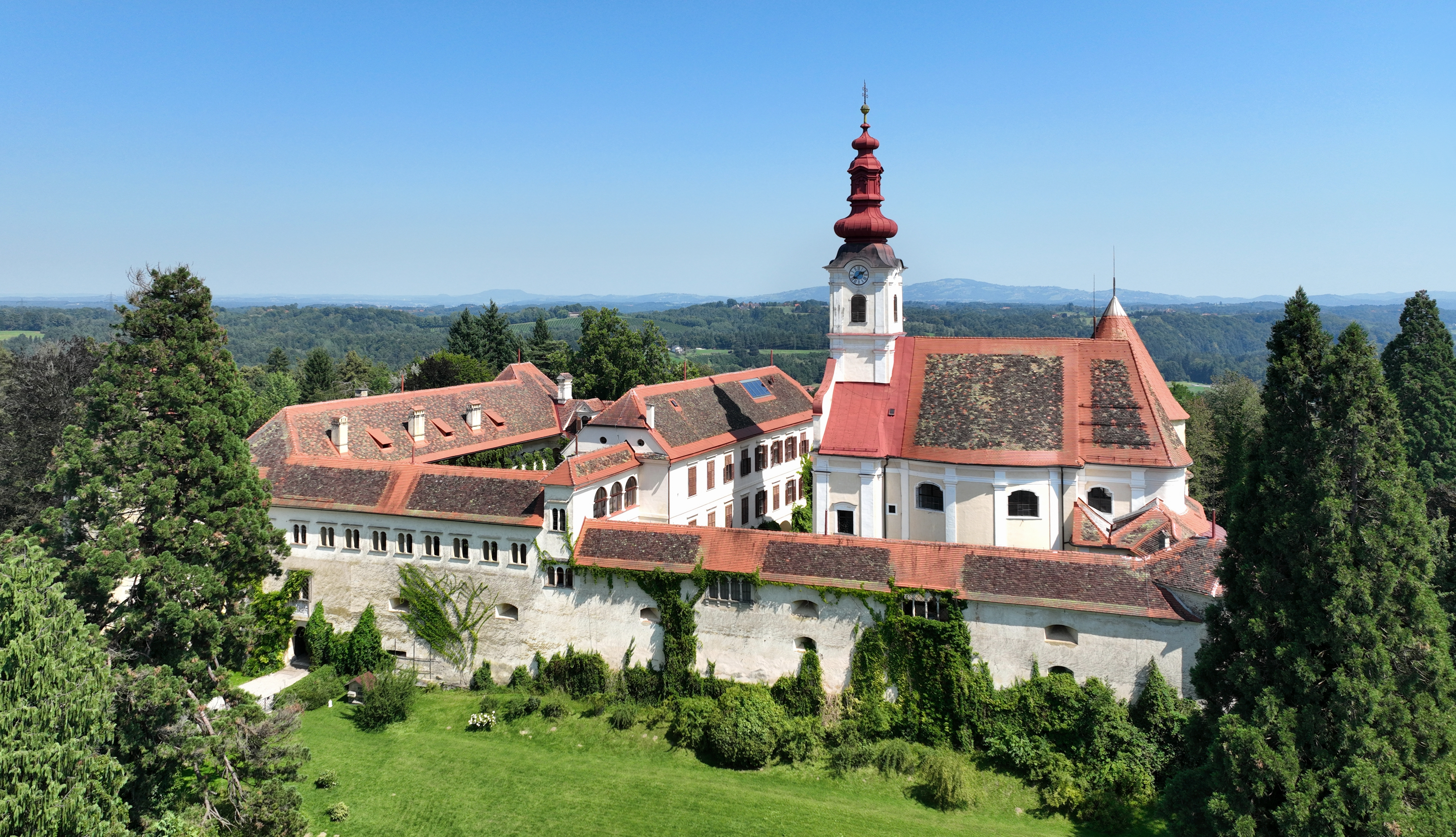
Lâu đài Hollenegg, Áo, trụ sở của một nhánh nhà Liechtenstein